# The Lady Is a Tramp
The Lady Is a Tramp (La signora è una vagabonda) è un brano musicale facente parte del musical del 1937 Babes in Arms di Richard Rodgers e Lorenz Hart, nel quale veniva interpretato dall'ex attrice bambina Mitzi Green. La canzone prende in giro l'alta società di New York e la sua rigida etichetta (Il primo verso del testo da questo punto di vista è molto significativo: «I get too hungry for dinner at eight», in italiano «Sono troppo affamata per cenare alle otto»).
Fra le prime registrazioni del brano nel 1937 si possono citare quelle di Tommy Dorsey and His Orchestra arrangiamento Edythe Wright, Midge Williams and Her Jazz Jesters, Sophie Tucker e Bernie Cummins per l'etichetta discografica Vocalion.
Lena Horne registrò il brano con l'orchestra della Metro Goldwyn Mayer il 30 marzo 1948 e la sua performance fu utilizzata nel film Parole e musica, una biografia romanzata di Rodgers ed Hart.
The Lady Is a Tramp fu registrato anche da Frank Sinatra ed Ella Fitzgerald negli anni cinquanta e da Shirley Bassey nei sessanta, diventando in entrambi i casi una delle loro interpretazioni più celebri.
Anche Sammy Davis, Jr. fece entrare il brano nel suo repertorio da eseguire dal vivo. Interpretazioni meno convenzionali del brano includono quelle di Alice Cooper, Yes, Tokyo Jihen e They Might Be Giants.
Le Supremes di Diana Ross incisero il brano sul loro album tributo a Rodgers and Hart intitolato Diana Ross & The Supremes Sing Rodgers & Hart. Il gruppo ne registrò anche una versione dal vivo, eseguita presso il prestigioso night club Copacabana di New York nel 1967.
Diana Ross, nella sua carriera solista, grazie alla sua bella voce adatta a qualsiasi tipo di musica, ha inserito,
nella scaletta dei suoi tour mondiali, dal 1973 al 1978, delle bellissime versioni di questa canzone.
Madonna ed Anthony Kiedis dei Red Hot Chili Peppers interpretarono il brano dal vivo in occasione del millesimo episodio del The Arsenio Hall Show.
Lily Allen e Jools Holland e la sua Rhythm and Blues Orchestra hanno interpretato una versione del brano durante l'annuale special di capodanno del Jools Hollands Hootenanny.
Kerry Ellis ha interpretato il brano durante l'Henley festival il 10 luglio 2009, in seguito trasmesso da BBC Radio 2 il 28 agosto 2009.
Durante la serie televisiva Glee, il brano è stato interpretato da due dei protagonisti della serie, Noah Puckerman e Mercedes Jones, nel corso dell'episodio Senza voce.
Anche durante la serie televisiva The Playboy Club il brano è stato cantato dal personaggio interpretato da Laura Benanti.

## Versione di Frank Sinatra
Frank Sinatra interpretò per la prima volta The Lady Is a Tramp nel film Pal Joey nel 1958 ed il brano entrò subito a far parte del suo repertorio. Il brano fu registrato per la prima volta come singolo discografico per la Capitol Records e successivamente inserito in numerose raccolte ed album del cantante, a partire dalla colonna sonora del film Pal Joey. Una versione particolarmente celebre del brano però fu quella che Sinatra cantò in duetto con Ella Fitzgerald.
Negli anni successivi, a partire dal primo album Duets, Sinatra modificò spesso la frase che dà il titolo al brano in «That's why this chick is a champ.». Fitzgerald a sua volta modificò la parte di testo in cui elogiava Sinatra «...and for Frank Sinatra I whistle and stamp!». Lei e Frank Sinatra cantarono il brano in duetto durante lo special televisivo del 1967 A Man and His Music + Ella + Jobim.
Frank Sinatra nel 1968 ne registrò una versione particolare come favore ai Beatles. Sammy Cahn infatti ne scrisse un nuovo testo come regalo di compleanno per la moglie di Ringo Starr, Maureen. Della registrazione di Sinatra fu stampata una sola copia, mentre il nastro ed il master furono distrutti. Considerando quindi che ne esiste una sola copia e che Sinatra ed i Beatles erano entrambi coinvolti nel progetto, questa versione di The Lady Is a Tramp potrebbe essere una delle registrazioni più preziose del mondo. Della registrazione non esiste neppure un bootleg.

### Tracce
7" EP Capitol EAP 1-1013
1. The Lady Is A Tramp
2. Witchcraft
3. Come Fly With Me
4. Tell Her You Love Her

### Classifiche
| Classifica (1958) | Posizione più alta |
| ----------------- | ------------------ |
| Regno Unito       | 12                 |
| Stati Uniti       | 6                  |

## Versione di Tony Bennett e Lady Gaga
Tony Bennett e Lady Gaga hanno registrato una versione del brano per l'album Duets II del 2011. Bennett ha lodato la performance di Gaga, definendola una vera "signora del jazz".
Il brano è stato interpretato dal vivo durante lo speciale televisivo di Lady Gaga per la Festa del ringraziamento organizzata dall'ABC intitolato A Very Gaga Thanksgiving e durante il Cheek to Cheek Tour.
Per il brano è stato registrato anche un video musicale, in cui Bennett e Gaga vengono mostrati in uno studio di incisione, mentre registrano il brano giocosamente. Il video ha ricevuto una buona accoglienza, soprattutto in considerazione della sua semplicità rispetto agli standard di Lady Gaga. Gina Serpe di E! ha commentato che "l'unica cosa che Lady Gaga mette in mostra in questo video è il suo talento"

### Tracce
Promo - Digital Columbia - (Sony)
1. The Lady Is A Tramp - 3:18

### Classifiche
| Classifica (2011) | Posizione massima |
| ----------------- | ----------------- |
| Belgio (Vallonia) | 66                |
| Giappone          | 33                |
| Regno Unito       | 188               |
| Stati Uniti       | 121               |